# 效忠礼
效忠礼（拉丁語：fidelitas，意为“忠诚”）是中世纪欧洲封建制度中的一种宣誓仪式，表示附庸对领主的忠诚与服从。它既指附庸对领主所作的正式誓言，也泛指附庸对领主应尽的义务，包括服役与协助等。
效忠誓言通常在致敬（Homage）仪式之后进行。附庸首先通过跪拜并将双手置于领主掌中的象征性动作，表明自己成为“领主之人”；随后，他会对领主作出忠诚誓言，承诺永不背叛。仪式往往在圣经或圣人遗物等宗教物品前进行，以向上帝起誓，增强其神圣性和约束力。
尽管常与致敬合并进行，效忠礼在概念上具有独立性，专指附庸对其领主个人的忠诚宣誓，而不涉及土地授予的象征性行为。

## 在神圣罗马帝国
在神圣罗马帝国，效忠誓言（德语：Lehnseid）是封建制度的核心之一，构成领地持有（封土制度）的法律基础。附庸（Lehnsmann）向领主（Lehnsherr）宣誓效忠，领主则承诺保护附庸及其权利。附庸由此获得对封地的“实益所有权”（dominium utile），而领主则保留“直接所有权”（dominium directum），两者共同构成了封建土地所有关系的双重结构。
至中世纪晚期，效忠礼与授职仪式多以书面契据形式保存，逐渐取代了传统仪式。若因地理距离不便，附庸亦可在领主指定的代表面前宣誓。

## 其他用途
在英语语境中，“效忠礼”一词也可泛指其他文化中的类似宣誓行为，如中世纪日本的主从制度，以及某些现代组织中的忠诚誓言（如黑帮内部）。